# Пятов, Владилен Михайлович
Владилен Михайлович Пятов (1 сентября 1927, Ульяновская область — 2001, Москва) — советский государственный и хозяйственный деятель.

## Биография
Родился в 1927 году в Ульяновской области. Член КПСС.
С 1950 года — на хозяйственной, общественной и политической работе. 
В 1950—1991 годах:
- инженер-машиностроитель, организатор производства тепловозов,
- директор Коломенского тепловозостроительного завода им. Куйбышева (1973-1977),
- заместитель Министра тяжелого машиностроения СССР (1977-1983),
- начальник отдела машиностроения Совмина СССР,
- заместитель начальника управления делами Совмина СССР (1983-1987).

Делегат XXII и XXIV съезда КПСС.
Умер в Москве в 2001 году.